# Zajka
Zajka, właściwie Michał Tomasz Łakomiec (ur. 13 listopada 1973 w Kielcach) – polski raper, autor tekstów, producent muzyczny i b-boy znany z działalności w grupie Wzgórze Ya-Pa 3.

## Biografia
Po rozwiązaniu WYP3, Zajka wraz z producentem muzyczny Igorem EXE utworzył projekt Patent. Jedyny album duetu zatytułowany Ludzie w tonacji mol ukazał się w 2006 roku nakładem wytwórni S.P. Records. Współtworzył także kolektyw 10 Osób i A.G.R.O.

## Dyskografia
- Patent - Ludzie w tonacji mol (2006, S.P. Records)

Kompilacje różnych wykonawców
- Styl reprezentacji pierwszej ligi (2000, R.R.X., utwór: "Historia 10ciu złotych")

## Filmografia
- "Kielce - Czyli Polski Bronx" (1995, reżyseria: Bogna Świątkowska, Marek Lamprecht)[5][a]